# 臺北市公共運輸處
臺北市公共運輸處，簡稱臺北市公運處，2008年成立，是臺北市政府交通局所屬機關。其成立之目的在於提供台北市、新北市以整合性的管理，執行大眾運輸、汽車運輸、船舶運輸規劃、發展、管理及交通稽查業務。

## 歷史
2008年7月1日，臺北市政府交通局及所屬機關整體組織架構調整，臺北市公共運輸處成立，接收臺北市監理處第四科業管之汽車運輸業監理業務，設綜合規劃科、大眾運輸科、一般運輸科、業務稽查科、秘書室、會計室、人事室及政風室。
2012年1月1日，臺北市公共運輸處增設智慧運輸科。

## 組織架構

### 處本部
- 處長
  - 副處長
    - 主任秘書

### 內部單位
- 綜合規劃科：負責本市公共運輸綜合規劃、場站規劃與設置及票證管理等有關事項。
- 大眾運輸科：負責本市市區汽車客運與大眾捷運營運管理及其運價初審等有關事項。
- 一般運輸科：負責計程車、纜車、載客小船營運管理及其運價初審或核備等有關事項。
- 業務稽查科：負責公共運輸行車業務稽查、行車事故統計分析、服務指標評鑑與獎懲核定、違反運輸相關法規裁罰及行政救濟等有關事項。
- 智慧運輸科：負責公共運輸業務相關資訊系統規劃、執行、管理及資訊業務發展等事項。
- 秘書室：負責文書、檔案、出納、總務、財產之管理與公關、研考業務及不屬於其他各單位事項。
- 會計室：負責歲計、會計及統計業務。
- 人事室：負責人事業務。
- 政風室：負責政風業務。

## 外部連結
- 臺北市公共運輸處 （页面存档备份，存于）（繁體中文）（英文）